# Juan Aguilera
Pour les articles homonymes, voir Juan Aguilera (footballeur) et Aguilera.
Juan Aguilera Herrera, né le 22 mars 1962 à Barcelone et mort le 25 mars 2025 dans la même ville, est un joueur de tennis espagnol, professionnel de 1981 à 1991.

## Carrière
Formé au Club Tennis de la Salud de Barcelone, Juan Aguilera passe professionnel après sa victoire au Championnat d'Espagne junior en 1980. Reconnu pour l'élégance de son jeu, son point fort était son revers coupé à une main.
Il remporte cinq tournois dans sa carrière, tous sur terre battue. Il est classé dans les dix meilleurs joueurs mondiaux dans les années 1980. Il atteint son meilleur classement le 17 septembre 1984 avec la septième place mondiale après avoir remporté les tournois d'Aix-en-Provence et Hambourg. Il réalise sa meilleure performance en Grand Chelem lors de cette même année 1984 en se hissant en huitième de finale du tournoi de Roland-Garros. Il ne parvient toutefois pas à confirmer les espoirs placés en lui, atteignant une seule demi-finale à Genève en 1985 et quittant le top 100 au printemps 1986 après une série de défaites. Il ressort de l'anonymat en 1989 en disputant deux finales en Italie.
En 1990, il est quart de finaliste à Monte-Carlo où il écarte le n°2 mondial Stefan Edberg, dans la foulée de son quatrième titre à Nice. Deux semaines plus tard, il réalise la plus belle performance de sa carrière en s'imposant à Hambourg en disposant successivement de Goran Ivanišević, Michael Chang, Jim Courier, Magnus Gustafsson, Guy Forget et surtout le n°3 mondial Boris Becker en finale (6-1, 6-0, 7-5). S'il réintègre brièvement le top 15, il perd cependant dès le second tour à Roland-Garros contre Thierry Champion. Il met fin à sa carrière en 1991, n'ayant remporté que 4 de ses 22 matchs de la saison.
Aguilera compte sept sélections en Coupe Davis avec l'équipe d'Espagne entre 1983 et 1984.
À la fin des années 2000, il exerce comme professeur de tennis à Premià de Dalt.

## Palmarès

### Titres en simple messieurs
| No | Date       | Nom et lieu du tournoi                       | Catégorie              | Dotation  | Surface      | Finaliste        | Score                   |  |
| -- | ---------- | -------------------------------------------- | ---------------------- | --------- | ------------ | ---------------- | ----------------------- |  |
| 1  | 23-04-1984 | Raquette d'Or, Aix-en-Provence               |                        | 75 000 $  | Terre (ext.) | Fernando Luna    | 6-4, 7-5                |  |
| 2  | 07-05-1984 | German International Championships, Hambourg | Championship Series    | 250 000 $ | Terre (ext.) | Henrik Sundström | 6-4, 2-6, 2-6, 6-4, 6-4 |  |
| 3  | 19-06-1989 | Tournoi de tennis de Bari, Bari              |                        | 93 400 $  | Terre (ext.) | Marián Vajda     | 4-6, 6-3, 6-4           |  |
| 4  | 16-04-1990 | Philips Open, Nice                           | World Series           | 225 000 $ | Terre (ext.) | Guy Forget       | 2-6, 6-3, 6-4           |  |
| 5  | 07-05-1990 | German International Championships, Hambourg | Championship Series SW | 750 000 $ | Terre (ext.) | Boris Becker     | 6-1, 6-0, 7-6           |  |

### Finales en simple messieurs
| No | Date       | Nom et lieu du tournoi                                       | Catégorie    | Dotation  | Surface      | Vainqueur    | Score    |  |
| -- | ---------- | ------------------------------------------------------------ | ------------ | --------- | ------------ | ------------ | -------- |  |
| 1  | 19-09-1983 | Grand Prix Passing Shot, Bordeaux                            |              | 75 000 $  | Terre (ext.) | Pablo Arraya | 7-5, 7-5 |  |
| 2  | 14-08-1989 | Campionati Internazionali della Valle d'Aosta, Saint-Vincent |              | 125 000 $ | Terre (ext.) | Franco Davín | 6-2, 6-2 |  |
| 3  | 30-07-1990 | Sanremo Open, San Remo                                       | World Series | 225 000 $ | Terre (ext.) | Jordi Arrese | 6-2, 6-2 |  |
| 4  | 24-09-1990 | Campionati Internazionali di Sicilia, Palerme                | World Series | 270 000 $ | Terre (ext.) | Franco Davín | 6-1, 6-1 |  |

## Parcours dans les tournois duGrand Chelem

### En simple
| Année | Open d'Australie | Open d'Australie | Internationaux de France | Internationaux de France | Wimbledon       | Wimbledon      | US Open         | US Open      |
| ----- | ---------------- | ---------------- | ------------------------ | ------------------------ | --------------- | -------------- | --------------- | ------------ |
| 1983  | —                | —                | 1er tour (1/64)          | Jan Gunnarsson           | —               | —              | —               | —            |
| 1984  | —                | —                | 1/8 de finale            | Mats Wilander            | —               | —              | 2e tour (1/32)  | Bob Green    |
| 1985  | —                | —                | 3e tour (1/16)           | Anders Järryd            | —               | —              | —               | —            |
| 1986  | —                | —                | 2e tour (1/32)           | Francisco Maciel         | —               | —              | —               | —            |
| 1987  | —                | —                | —                        | —                        | —               | —              | —               | —            |
| 1988  | —                | —                | —                        | —                        | —               | —              | —               | —            |
| 1989  | —                | —                | —                        | —                        | —               | —              | —               | —            |
| 1990  | —                | —                | 2e tour (1/32)           | Thierry Champion         | 3e tour (1/16)  | Pat Cash       | 1er tour (1/64) | Boris Becker |
| 1991  | —                | —                | 1er tour (1/64)          | Marcos Ondruska          | 1er tour (1/64) | Wayne Ferreira | —               | —            |

N.B. : à droite du résultat se trouve le nom de l'ultime adversaire.

## Parcours dans lesChampionship Series
| Année | Indian Wells         | Miami                 | Monte-Carlo                 | Hambourg              | Rome                  | Canada | Cincinnati | Stockholm | Paris               |
| ----- | -------------------- | --------------------- | --------------------------- | --------------------- | --------------------- | ------ | ---------- | --------- | ------------------- |
| 1990  | 1er tour Scott Davis | 1er tour R. Krishnan  | 1/4 de finale Thomas Muster | Victoire Boris Becker | 1er tour A. Volkov    | —      | —          | —         | 2e tour Jim Courier |
| 1991  | 1er tour Steve Bryan | 3e tour Michael Stich | 2e tour C. Pistolesi        | 1er tour Jordi Arrese | 2e tour M. Koevermans | —      | —          | —         | —                   |

N.B. : sous le résultat se trouve le nom de l’ultime adversaire.

## Classements ATP en fin de saison
| Année          | 1981 | 1982 | 1983 | 1984 | 1985 | 1986 | 1987 | 1988 | 1989 | 1990 | 1991 |
| Rang en simple | 225  | 227  | 64   | 19   | 79   | 255  | 141  | 166  | 64   | 19   | 295  |
| Rang en double | –    | 610  | 289  | 284  | 724  | –    | 492  | 430  | 640  | 532  | 1062 |

Source : (en) Classements de Juan Aguilera sur le site officiel de la Fédération internationale de tennis